# Lanfranchi

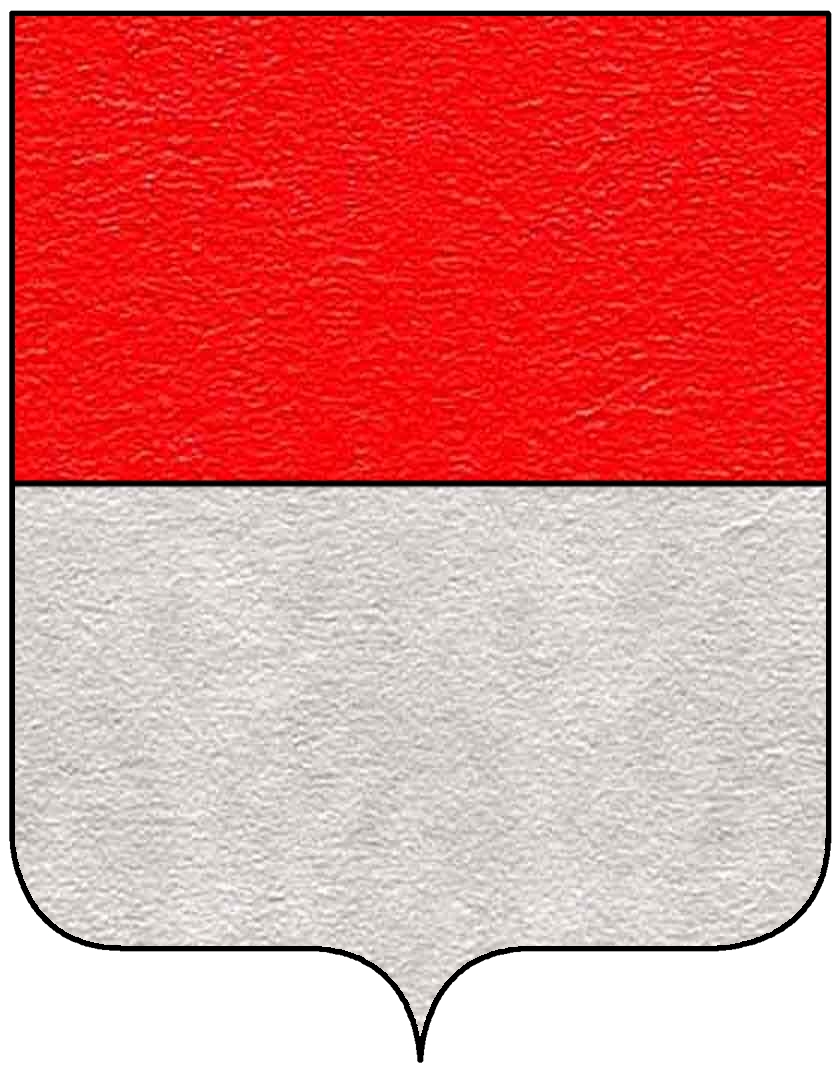
Stemma Lanfranchi, troncato di rosso e d'argento

I Lanfranchi sono un'antica famiglia della consorteria bergolina della Repubblica di Pisa.

## Storia familiare
La storiografia pisana tramanda che i Lanfranchi fossero originari di San Casciano in Val di Pesa e discendessero dal guerriero Lanfranco, vissuto nel IX secolo e sceso in Italia insieme a Ottone I di Sassonia. 
Nel periodo della Repubblica Pisana, ebbero a ricoprire le più alte cariche comunali, distinguendosi per le loro gloriose imprese nelle guerre per l'indipendenza di Pisa. Furono attivi mercanti della fazione Bergolina con interessi e banchi in Sicilia ed in tutto il mediterraneo Aragonese.
La fazione Bergolina insieme alla consorteria dei Raspanti costituirono quindi la fazione ghibellina pisana. Fu quindi tra le famiglie che l'arcivescovo Ruggieri degli Ubaldini aizzò contro Ugolino della Gherardesca, facendolo catturare durante una sommossa popolare, prima di essere rinchiuso a morire di fame nella Torre della Muda con altri quattro suoi discendenti (1289). I suoi membri s'inserirono tra gli esponenti della classe dirigente di Pisa anche sotto la dominazione fiorentina. Nel XVI-XVII secolo i Lanfranchi praticarono con successo attività commerciali che ebbero un largo raggio d'affari dall'Italia alle Fiandre. Nel 1581 venne aperta ad Anversa la "Maurizio Lanfranchi-Fabio Agostini e c.", un'esperienza che vedeva due delle più importanti famiglie pisane unite nella compravendita di stoffe, tessuti e filati di pregio. Poco dopo, il 1º giugno 1590, Orazio e Muzio Lanfranchi insieme a Fabio Agostini (che aveva sposato Maria Lanfranchi) tentarono insieme nuovi investimenti nel settore. Al 9 settembre 1754 risale l'ascrizione al patriziato di Pisa.
Questa famiglia è citata con quella dei Sismondi e dei Gualandi da Dante Alighieri a proposito della caccia sognata dal Conte e raccontata durante il suo episodio nell'Inferno (XXXIII, 32).
I Lanfranchi si suddivisero in numerose consorterie caratterizzate dal medesimo blasone che ha la parte superiore in rosso e la parte inferiore caratterizzata da un elemento distintivo: un dragone per i Lanfranchi dei Chioccoli, un cervo per i Lanfranchi dei Brocci, una cervia per i Lanfranchi dei Rossi, un leone per i Lanfranchi del Barbiere (legati a Palazzo Azzopardi), ecc. e sono ricordati come una delle sette fare dei longobardi pisani. Si ricordano inoltre i rami dei Pellai, Gualterotti, Maleppi, Zeni, Mangianti, Sossi, Maccaroni. Un ramo del casato si trasferì, alla fine del XV secolo, a Napoli, uno nel Bresciano e un altro in Spagna. Un loro componente sposò l'ultima discendente dei Pitti nel 1783, quindi la famiglia vendette Palazzo Temple Leader dei Pitti a Francesca Margery.
Tra i personaggi più illustri si ricordano: 
- Daimberto o Dagoberto Lanfranchi Legato pontificio alla Prima crociata nel 1098
- Albizzone di Raimondo, che nel 1115 si segnalò nell'impresa delle Baleari;
- Uberto Rossi Lanfranchi, arcivescovo di Pisa dal 1133 al 1137;
- Ubaldo Lanfranchi, arcivescovo di Pisa dal 1176 al 1207. Partecipò alla Terza crociata;
- Paolo Lanfranchi da Pistoia morto nel 1295, poeta.
- Betto Melapo, che tentò di diventare signore di Pisa con l'aiuto di Castruccio Castracani, ma fu decapitato;
- Giovanni Lanfranchi, podestà di Milano nel 1322, sepolto al centro della cappelletta del Castello Sforzesco
- Lanfranco, arcivescovo di Turrita nel 1371;
- Girolamo, vescovo della Cava; Agostino, vescovo di Fossombrone nel 1449;
- il canonico Alessandro, che nel 1539 acquistò il complesso edilizio di Lungarno, noto come Palazzo Lanfranchi a Pisa.
- Vincenzo Lanfranchi (... – 1676), arcivescovo cattolico italiano, arcivescovo di Acerenza e Matera dal 1665 alla morte. Apparteneva ad una nobile famiglia napoletana ed era chierico regolare teatino.
- Francesco Lanfranchi (1600 - 1679 ca) del ramo di Chieri è stato un noto architetto piemontese, e progettò a Torino diverse chiese e il palazzo di Città (1658-65).
- Luigi Lanfranchi, alla cattedra dello studio politico legale dal 1818 al 1825, fu Rettore magnifico dell'Università di Pavia nel 1824.